# Jagstzell
Jagstzell este o comună din landul Baden-Württemberg, Germania.

## Traseu istoric
În fața a 45 de clădiri selectate au fost montate panouri cu o cronică prescurtată a casei și un cod QR. Oricine face o drumeție de șase kilometri care începe în centrul orașului și duce la „șapte dealuri care înconjoară centrul lui Jagstzell” (autorul Nikolaus Kurz) va putea experimenta „urmele istoriei” în direct și direct la fața locului, așa cum o descrie mica hartă de drumeții pentru acest traseu circular.

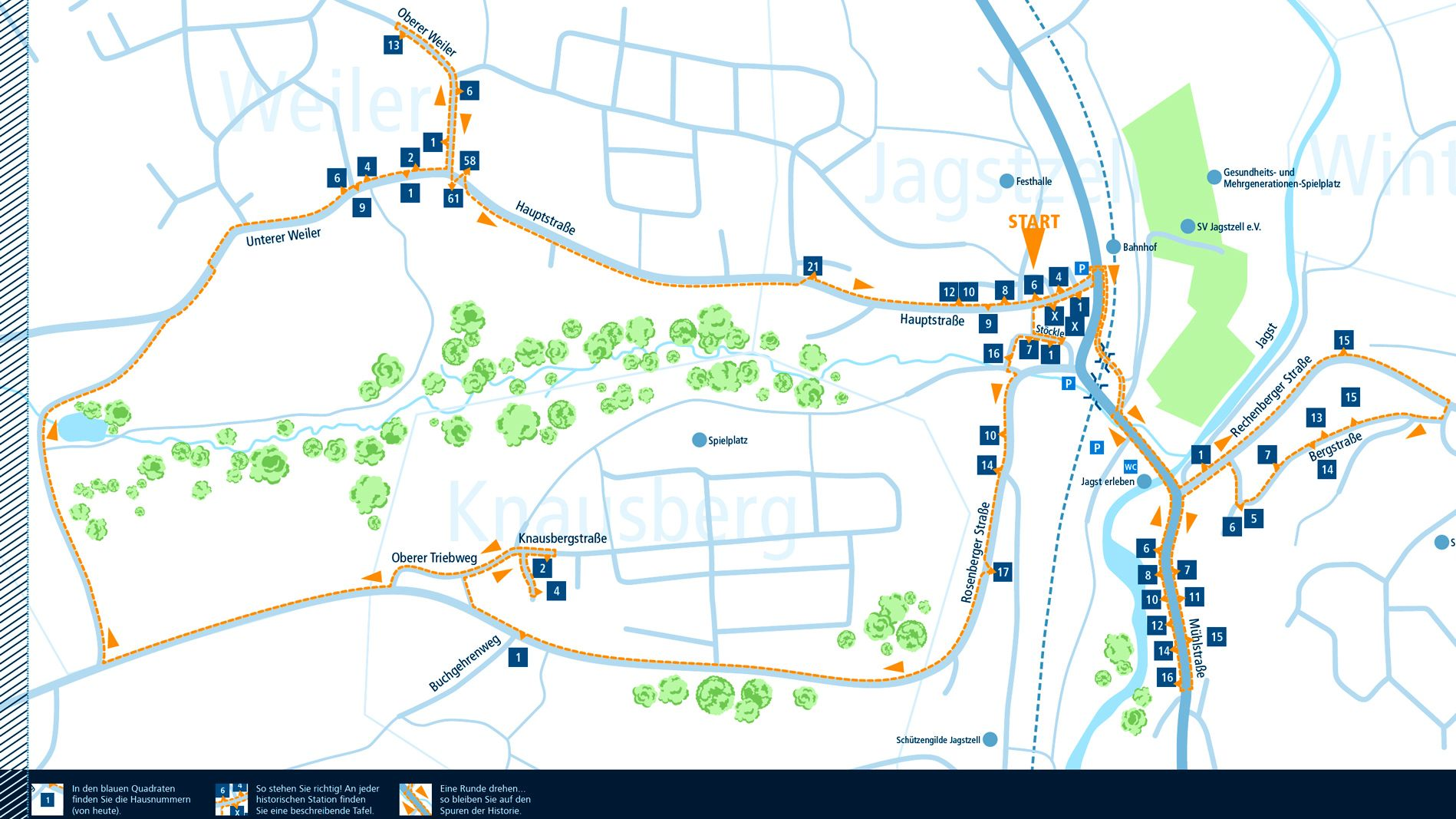
Harta traseului istoric.

1. ↑  Alle politisch selbständigen Gemeinden mit ausgewählten Merkmalen am 31.12.2018 (4. Quartal) (în germană), Statistisches Bundesamt[*], arhivat din original la 10 martie 2019, accesat în 10 martie 2019
2. ↑  Nikolaus Kurz, Nikolaus. Lipsește sau este vid: |title= (ajutor)